# Ghirmay Ghebreslassie
Ghirmay Ghebreslassie (* 14. listopadu 1995) je eritrejský atlet, běžec na dlouhé tratě, mistr světa v maratonu z roku 2015.
Na mezinárodních závodech debutoval v roce 2012 na juniorském mistrovství světa v přespolním běhu – v individuálním závodě doběhl devátý, spolu s dalšími eritrejskými běžci vybojoval bronzovou medaili v soutěži družstev. V roce 2014, už kategorii dospělých, získal se svými kolegy stříbrnou medaili na světovém šampionátu v přespolním běhu. Jeho dosavadním největším úspěchem je zlatá medaile v maratonu, kterou vybojoval na světovém šampionátu v Pekingu. Stal se přitom nejmladším mistrem světa v maratonu.

## Osobní rekordy
- 10 000 m – 28:33,37 (2012)
- maraton – 2.07:47 (2015)